# Tomasz Nowak (bokser)

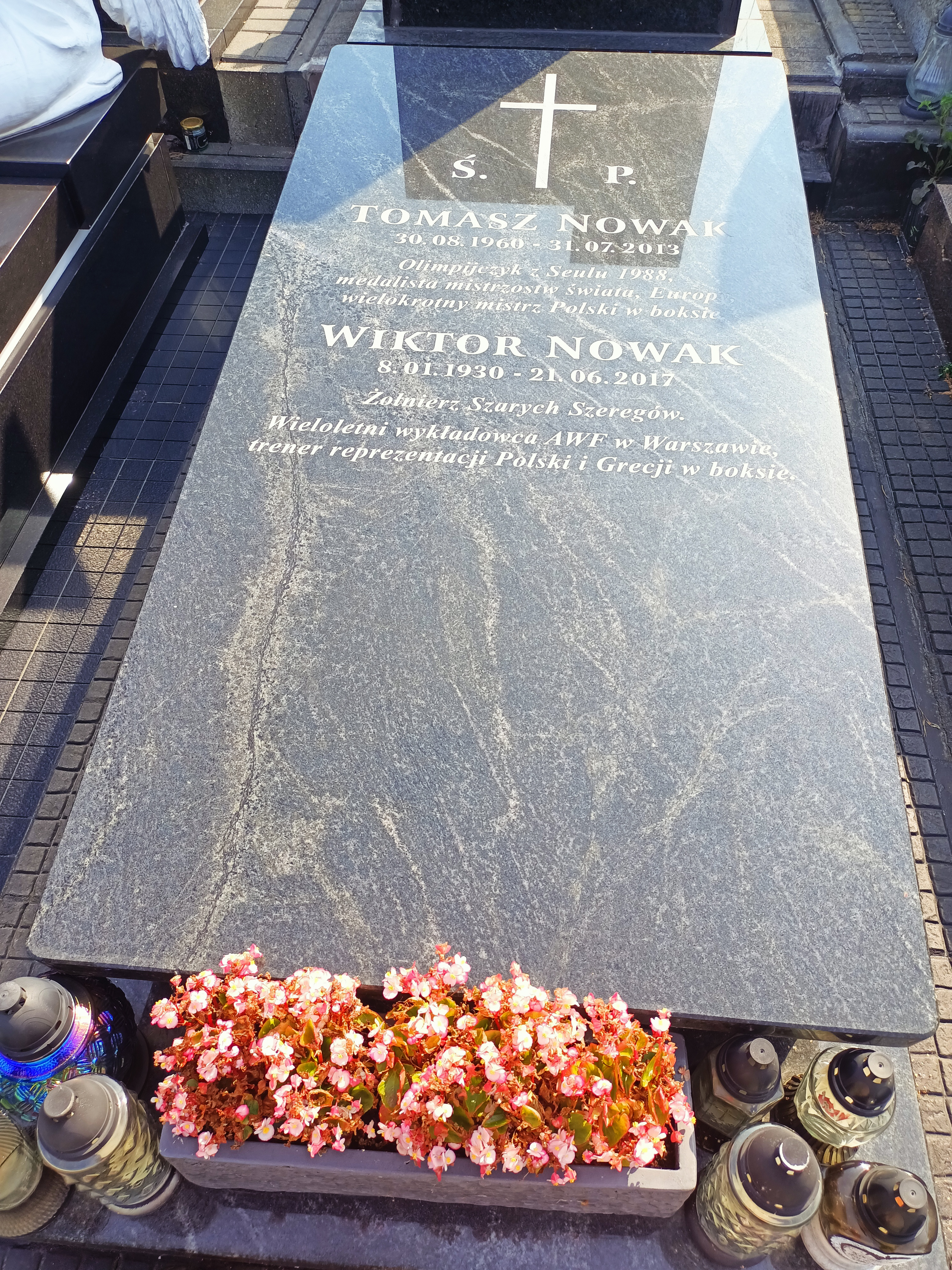
Grób pieściarza Tomasza Nowaka Cmentarz parafii p.w. Najświętszego Serca Pana Jezusa w Warszawie Wesołej

Tomasz Wiktor Nowak (ur. 30 sierpnia 1960 w Warszawie, zm. 1 sierpnia 2013 tamże) – polski bokser, medalista mistrzostw świata i Europy.
Był synem znanego trenera pięściarskiego Wiktora Nowaka.

## Kariera
Boksował w kategorii piórkowej (do 57 kg). Zdobył brązowe medale podczas Mistrzostw Europy w Budapeszcie 1985 oraz Mistrzostw Świata w Reno 1986. Walczył także w Mistrzostwach Europy w Turynie 1987, ale przegrał w ćwierćfinale z późniejszym mistrzem Michaiłem Kazarianem z ZSRR.
Startował w Igrzyskach Olimpijskich w Seulu 1988, gdzie doszedł do ćwierćfinału.
Pięć razy zdobywał tytuł mistrza Polski w wadze piórkowej: w 1983, 1984, 1986, 1987 i 1988, a raz był wicemistrzem (1985). Był też drużynowym mistrzem Polski wraz z Legią Warszawa w 1986. Zwyciężył w Turnieju im. Feliksa Stamma w 1983.
Był zawodnikiem Polonii Warszawa, GKS Jastrzębie i Legii Warszawa.
Był trenerem polskiej kadry narodowej w 1997.
Po ukończeniu AWF w Warszawie pracował na tej uczelni jako nauczyciel akademicki. W 2002 roku, na swej macierzystej uczelni, obronił pracę doktorską „Tendencje i kierunki zmian w technice walki bokserskiej w latach 1988-1999” uzyskując stopień doktorski w zakresie kultury fizycznej, specjalność – teoria sportu.